# Tamaki Uchiyama
Tamaki Uchiyama (内山 環 Uchiyama Tamaki?), född 13 december 1972, är en japansk tidigare fotbollsspelare.
Tamaki Uchiyama debuterade för japans landslag den 26 maj 1991 i en 1–0-vinst över Nordkorea. Hon spelade 58 landskamper för det japanska landslaget. Hon deltog bland annat i fotbolls-VM 1991, 1995, 1999 och OS 1996.